# HTTP 451

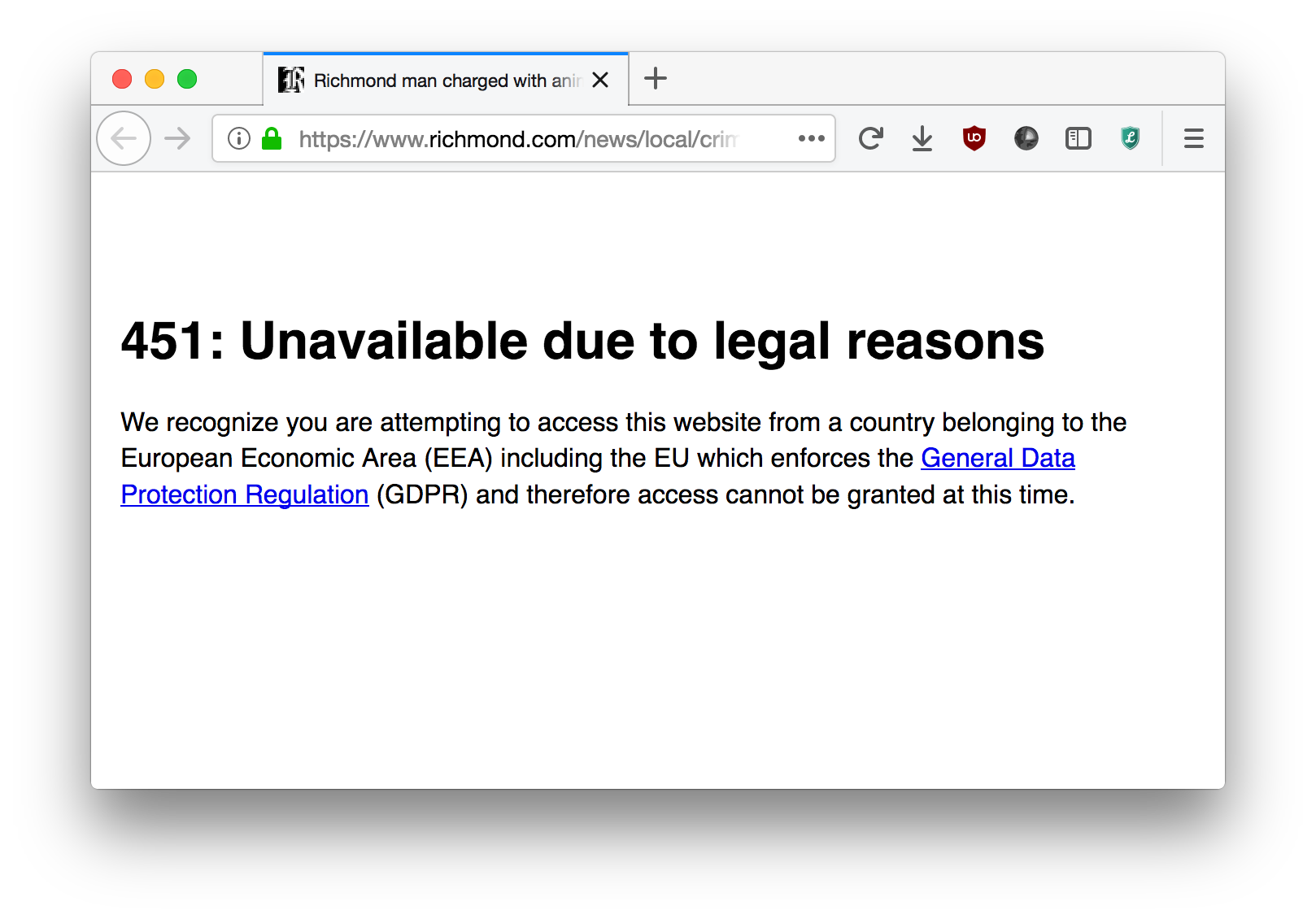
Exemplo de código de erro 451.

Em redes de computadores, HTTP 451 Unavailable For Legal Reasons (Indisponível Por Razões Legais) é um código de status de erro do protocolo HTTP, a ser exibido quando o usuário solicitar um material ilegal, como uma página web censurada pelo governo. O número 451 é uma referência à novela distópica Fahrenheit 451, escrita por Ray Bradbury em 1953, na qual livros são ilegais. O 451 pode ser descrito como uma variante mais descritiva do 403 Forbidden.
O código de status foi formalmente proposto em 2013 por Tim Bray, após propostas informais anteriores por Chris Applegate em 2008 e por Terence Eden em 2012. A aprovação se deu pelo IESG em 18 de dezembro de 2015.